# Уоллс, Питер
Джордж Питер Уоллс (англ. George Peter Walls; 1927, Солсбери, Южная Родезия — 2010, Джордж, ЮАР) — родезийский военный, в 1970-х — главнокомандующий вооружёнными силами Родезии. Активный участник войны в Южной Родезии на стороне белого правительства Яна Смита. Военными и политическими средствами пытался предотвратить приход к власти партии ZANU Роберта Мугабе. В начале правления Мугабе вступил с ним в конфликт и эмигрировал из Зимбабве в ЮАР.

## Британский офицер
Родился в семье белых поселенцев в британской колонии Южная Родезия. Отец Питера Уоллса был пилотом Королевских ВВС Великобритании. Сам Питер Уоллс также избрал военную карьеру. Прошёл обучение в Англии в Королевском военном училище. С 1946 года служил в британском пехотном полку «Чёрная стража».
Вскоре Питер Уоллс вернулся в Южную Родезию и поступил на службу в Родезийскую армию. В 1951 в звании капитана был назначен заместителем командира разведывательного подразделения. Участвовал в Малайской войне на стороне антикоммунистической коалиции. За боевые успехи получил звание майора и командную должность, награждён орденом Британской империи.
Продолжил военную карьеру в Южной Родезии, занимал различные должности в Генштабе. Параллельно Питер Уоллс окончил британский Штабной колледж в Кемберли. В 1964 в звании подполковника назначен командиром батальона лёгкой пехоты.

## Родезийский генерал

### Военный сторонник Яна Смита
11 ноября 1965 партия белых поселенцев Родезийский фронт (RF) провозгласила независимость Родезии от Великобритании. Главой правительства стал лидер RF Ян Смит. Односторонняя независимость не получила международного признания. Государства Советского блока осудили «расистский путч», страны Запада — «антибританский мятеж». Питер Уоллс в целом разделял идеи родезийского национализма. После официального отказа премьер-министра Великобритании Гарольда Вильсона от силового подавления Питер Уоллс поддержал правительство Смита.
В независимой Родезии Питер Уоллс получил звание бригадного генерала и должность командующего пехотной бригадой. С 1969 генерал-майор Уоллс — начальник родезийского Генштаба. С 1972 генерал-лейтенант Уоллс — главнокомандующий Родезийской армией. В 1977 Питер Уоллс назначен начальником Объединённого оперативного командования (JOC) и таким образом стал во главе 45-тысячных Родезийских сил безопасности. Политически JOC находилось в подчинении министерства комбинированных операций Роджера Хокинса.

### Главнокомандующий в войне
С весны 1966 в Южной Родезии шла война между правительством Смита и повстанческими движениями африканских националистов — ZAPU Джошуа Нкомо и ZANU Роберта Мугабе. Питер Уоллс возглавлял в войне вооружённые силы Родезии. Был награждён родезийским орденом «Легион почёта».
Под командованием генерала Уоллса проводились крупномасштабные операции. Стратегия основывались на перекрытии партизанских коммуникаций, блокировании границ, создании патрулируемых «зон безопасности» и «охраняемых деревень», оттеснении повстанцев в специальные районы для окружения и ликвидации. Концепция была подготовлена генералом Уоллсом вместе с директором спецслужбы CIO Кеном Флауэром и утверждена премьером Яном Смитом.
Особая роль отводилась мобильным подразделениям спецназа — Скауты Селуса, коммандос лёгкой пехоты, парашютно-десантному спецназу. Типичным тактическим приёмом был массированный огневой удар с вертолётов по партизанской засаде с последующей высадкой десанта. Совершались боевые рейды против повстанческих баз на территории Мозамбика, Замбии, Танзании, Анголы. Родезийские военные, наряду с CIO, активно способствовали формированию мозамбикского антиправительственного движения РЕНАМО. Основатель РЕНАМО Андре Матсангаисса в мае 1977 был освобождён из мозамбикского лагеря в результате операции родезийского спецназа.
Элитное ядро родезийской армии — Скауты Селуса, коммандос лёгкой пехоты, парашютно-десантный спецназ — комплектовались из белых профессионалов. Но значительная часть армейских подразделений комплектовалась из чернокожих родезийцев. Уоллс впервые санкционировал присвоение африканцам офицерских званий. Он активно содействовал формированию Вспомогательных сил безопасности из чернокожих антикоммунистов, объявлял «битву за умы и сердца» чёрного большинства. Была учреждена особая армейская система «психологических операций» для военной пропаганды и идеологической борьбы.
В прямых боестолкновениях родезийская армия практически не терпела поражений. Потери партизан составляли около 10 тысяч убитых (по другим источникам — до 20 тысяч), родезийцы потеряли немногим более 1,1 тысячи. Ни ZAPU, ни ZANU не смогли создать своей зоны системного контроля на родезийской территории. Однако к концу 1970-х стало очевидным неуклонное усиление повстанцев. Количество партизан, постоянно находящихся в Родезии, превысило 12 тысяч. Ещё более 20 тысяч базировались за границей, откуда совершали регулярные атаки. Боевики ZANU располагались преимущественно в Мозамбике, боевики ZAPU в основном в Замбии — в этом отражались идеологические различия: партия Мугабе была радикально прокоммунистической, партия Нкомо более умеренной.
Идеологическая и психологическая война была полностью проиграна Родезией. Большинство африканского населения страны, международная общественность и правительства симпатизировали повстанческим движениям. Белое меньшинство родезийцев годами держалось в изоляции на осадном положении. Несмотря на все усилия Родезийского фронта, в белой общине распространялись настроения упадка и деморализации, росла эмиграция из страны. Для вооружённых сил это отразилось заметным снижением резервного потенциала.

### Политические позиции
Летом 1977 командование родезийской армии, несмотря на традиционное дистанцирование от политики, выступило с заявлениями о необходимости жёсткого правительственного курса (но с позиций антикоммунизма, а не белого расизма). Генерал Уоллс всячески подчёркивал твёрдость своей позиции, уверенность в победе, категорически опровергал слухи о своём якобы намерении вместе с семьёй покинуть Родезию. На поддержку Уоллса рассчитывала правая оппозиция Смиту — Родезийская партия действия, выступавшая против каких-либо уступок и соглашений с африканскими организациями. Однако армия по традиции воздержалась от участия в партийно-политической борьбе.
В конце 1970-х некоторые представители родезийского армейского командования склонялись к планам военного переворота, отстранения от власти Яна Смита и возвращения Южной Родезии под колониальную опеку Великобритании. Эти планы связывались с фигурой генерала Уоллса. Британские власти категорически их отвергали, настаивали на деколонизации и передаче власти партиям большинства. Однако такие обсуждения не носили серьёзного характера, а лично Уоллс не имел к ним отношения.
В 1978 Питер Уоллс поддержал программу внутреннего урегулирования — диалог правительства Яна Смита с умеренными африканскими националистами Абелем Музоревой и Ндабанинги Ситоле. По итогам переговоров 1 июня 1979 было создано государство Зимбабве-Родезия. Правительство возглавил Музорева. Армейское главнокомандование сохранил генерал Уоллс. Однако ZAPU и ZANU продолжали вооружённую борьбу. Новое государство не получило и международного признания. Зимбабве-Родезия просуществовала лишь с июня по декабрь 1979. Международное давление на Родезию возымело действие. Ланкастерхаузская конференция 1979 года временно восстановила колониальной статус Южной Родезии и назначило на февраль 1980 свободные многорасовые выборы.
Незадолго до выборов Питер Уоллс направил секретное послание премьер-министру Великобритании Маргарет Тэтчер. Он предлагал в случае победы партии Мугабе аннулировать результаты и содействовать созданию коалиции Музоревы, Нкомо и Смита — дабы предотвратить захват власти радикальными марксистами. При этом он ссылался на кампанию насилия и запугивания, развязанную боевиками ZANU, которая искажала подлинное волеизъявление. В послании содержалась резкая критика губернатора лорда Соумса, «не проявившего морального мужества» под давлением левых сил. В этом тексте Уоллса просматривались довольно точные прогнозы.
Однако британское правительство отклонило предложение родезийского генерала. Убедительную победу одержал ZANU. 18 апреля 1980 была провозглашена международно признанная независимость Зимбабве. Правительство возглавил Роберт Мугабе. Питер Уоллс вынужден был признать результаты выборов и обратился к белому населению с призывом к «миру и спокойствию».

## Конфликт с властями Зимбабве
Первоначально Мугабе сделал примирительные жесты в адрес белой общины и Родезийского фронта. В частности, он оставил Уоллса на военном посту и поручил ему курировать интеграцию родезийской армии и партизан в вооружённые силы Зимбабве. Однако отношения Питера Уоллса с новыми властями не сложились — в отличие от Кена Флауэра, почти до конца жизни остававшегося директором CIO при правительстве Мугабе.
Публичный конфликт произошёл уже 17 марта 1980. Мугабе предъявил Уоллсу претензии: «Зачем ваши люди пытались меня убить?» Ответ Уоллса прозвучал жёстко: «Если бы пытались — убили бы». Вскоре после этого Уоллс был отправлен в отставку и в сентябре эмигрировал.

## Эмиграция, кончина, память
Покинув Зимбабве, Питер Уоллс перебрался в ЮАР и поселился в городе Плеттенберг-Бэй (Западно-Капская провинция). Жил частной жизнью с женой Юнис, воздерживаясь от политических выступлений. Правительство Мугабе обвиняло Уоллса в поддержке оппозиционного Движения за демократические перемены и тайных посещениях Зимбабве, но Уоллс опровергал такие утверждения как «полный бред».
83-летний Питер Уоллс скончался 20 июля 2010. Это случилось в аэропорту южноафриканского города Джордж, где Питер и Юнис Уоллс собирались вылететь в Национальный парк Крюгера.
В браке Питер Уоллс имел трёх дочерей и сына. В 2001 группа зимбабвийских ветеранов напала на его сына Джорджа Уоллса и подвергла жестокому избиению за связь с отцом-генералом. Первую информацию о кончине Питера Уоллса передал в СМИ его зять Патрик Армстронг.
Генерал Уоллс обладал репутацией доблестного воина, волевого лидера, честного и прямодушного человека. Не участвуя напрямую в политике, он был среди белых родезийцев значительно более популярен, нежели большинство деятелей RF.